# Термодинамические потенциалы
Термодинами́ческие потенциа́лы — внутренняя энергия {\displaystyle U}(величина, изменения которой определяются разностью между полной работой в рассматриваемом процессе взаимодействия с внешней средой и работой системы против внешнего воздействия; если рассматривать систему как вещь в себе, то внутренняя энергия это энергия, которая может выделиться при реализации возможных внутренних процессов), рассматриваемая как функция энтропии {\displaystyle S} и обобщённых координат {\displaystyle x_{1},x_{2},...} (объёма системы, площади поверхности раздела фаз, длины упругого стержня или пружины, поляризации диэлектрика, намагниченности магнетика, масс компонентов системы и др.), и термодинамические характеристические функции, получаемые посредством применения преобразования Лежандра к внутренней энергии
{\displaystyle U=U(S,x_{1},x_{2},...)}.
Цель введения термодинамических потенциалов — использование такого набора естественных независимых переменных, описывающих состояние термодинамической системы, который наиболее удобен в конкретной ситуации, с сохранением тех преимуществ, которые даёт применение характеристических функций с размерностью энергии. В частности, убыль термодинамических потенциалов в равновесных процессах, протекающих при постоянстве значений соответствующих естественных переменных (параметров), равна полезной внешней работе.
Термодинамические потенциалы - внутренние энергии при конкретных сочетаниях термодинамических  параметров.
Термодинамические потенциалы были введены У. Гиббсом, говорившим о «фундаментальных уравнениях (fundamental equations)»; термин термодинамический потенциал принадлежит Пьеру Дюгему.
Выделяют следующие термодинамические потенциалы:
- внутренняя энергия (изохорно-изоэнтропийный потенциал[10])
- энтальпия (изобарно-изоэнтропийный потенциал[10])
- свободная энергия Гельмгольца (изохорно-изотермический потенциал[10])
- потенциал Гиббса (изобарно-изотермический потенциал[10])
- большой термодинамический потенциал

## Определения (для систем с постоянным числом частиц)

### Внутренняя энергия
Определяется в соответствии с первым началом термодинамики, как разность между количеством теплоты, сообщённым системе, и работой, совершённой системой над внешними телами:
{\displaystyle U=Q-A}.

### Энтальпия
Определяется следующим образом:
{\displaystyle H=U+PV},
где {\displaystyle P} — давление, а {\displaystyle V} — объём.
Поскольку в изобарном процессе работа равна {\displaystyle P\Delta V}, приращение энтальпии в квазистатическом изобарном процессе равно количеству теплоты, полученному системой.

### Свободная энергия Гельмгольца
Также часто называемый просто свободной энергией. Определяется следующим образом:
{\displaystyle F=U-TS},
где {\displaystyle T} — температура и {\displaystyle S} — энтропия.
Поскольку в изотермическом процессе количество теплоты, полученное системой, равно {\displaystyle T\Delta S}, то убыль свободной энергии в квазистатическом изотермическом процессе равна работе, совершённой системой над внешними телами.

### Потенциал Гиббса
Также называемый энергией Гиббса, термодинамическим потенциалом, свободной энергией Гиббса и даже просто свободной энергией (что может привести к неоднозначной трактовке потенциала Гиббса из-за наличия похожего термина — свободной энергии Гельмгольца):
{\displaystyle G=H-TS=F+PV=U+PV-TS}.

## Термодинамические потенциалы и максимальная работа
Внутренняя энергия представляет собой полную энергию системы. Однако второе начало термодинамики запрещает превратить всю внутреннюю энергию в работу.
Можно показать, что максимальная полная работа (как над средой, так и над внешними телами), которая может быть получена от системы в изотермическом процессе, равна убыли свободной энергии Гельмгольца в этом процессе:
{\displaystyle A_{max}^{f}=-\Delta F},
где {\displaystyle F} — свободная энергия Гельмгольца.
В этом смысле {\displaystyle F} представляет собой свободную энергию, допускающую преобразование в работу. Оставшаяся часть внутренней энергии может быть названа связанной.
В некоторых приложениях приходится различать полную и полезную работу. Последняя представляет собой работу системы над внешними телами, исключая среду, в которую она погружена. Максимальная полезная работа системы равна
{\displaystyle A_{max}^{u}=-\Delta G}
где {\displaystyle G} — энергия Гиббса.
В этом смысле энергия Гиббса также является свободной.

## Каноническое уравнение состояния
Задание термодинамического потенциала некоторой системы в определённой форме эквивалентно заданию уравнения состояния этой системы.
Соответствующие дифференциалы термодинамических потенциалов:
- для внутренней энергии

{\displaystyle dU=\delta Q-\delta A=TdS-PdV},
- для энтальпии

{\displaystyle dH=dU+d(PV)=TdS-PdV+PdV+VdP=TdS+VdP},
- для свободной энергии Гельмгольца

{\displaystyle dF=dU-d(TS)=TdS-PdV-TdS-SdT=-PdV-SdT},
- для потенциала Гиббса

{\displaystyle dG=dH-d(TS)=TdS+VdP-TdS-SdT=VdP-SdT},
или
{\displaystyle dG=dF+d(PV)=-PdV-SdT+VdP+PdV=VdP-SdT}.
Эти выражения математически можно рассматривать как полные дифференциалы функций двух соответствующих независимых переменных. Поэтому естественно рассматривать термодинамические потенциалы как функции:
{\displaystyle U=U(S,V)},
{\displaystyle H=H(S,P)},
{\displaystyle F=F(T,V)},
{\displaystyle G=G(T,P)}.
Задание любой из этих четырёх зависимостей — то есть конкретизация вида функций {\displaystyle U(S,V)}, {\displaystyle H(S,P)}, {\displaystyle F(T,V)}, {\displaystyle G(T,P)} — позволяет получить всю информацию о свойствах системы. Так, например, если нам задана внутренняя энергия {\displaystyle U} как функция энтропии {\displaystyle S} и объёма {\displaystyle V}, оставшиеся параметры могут быть получены дифференцированием:
{\displaystyle T={\left({\frac {\partial U}{\partial S}}\right)}_{V}}
{\displaystyle P=-{\left({\frac {\partial U}{\partial V}}\right)}_{S}}
Здесь индексы {\displaystyle V} и {\displaystyle S} означают постоянство второй переменной, от которой зависит функция. Эти равенства становятся очевидными, если учесть, что {\displaystyle dU=TdS-PdV}.
Задание одного из термодинамических потенциалов как функции соответствующих переменных, как записано выше, представляет собой каноническое уравнение состояния системы. Как и другие уравнения состояния, оно справедливо лишь для состояний термодинамического равновесия. В неравновесных состояниях эти зависимости могут не выполняться.

## Переход от одних термодинамических потенциалов к другим. Формулы Гиббса — Гельмгольца
Значения всех термодинамических потенциалов в определённых переменных могут быть выражены через потенциал, дифференциал которого является полным в этих переменных. К примеру, для простых систем в переменных {\displaystyle V}, {\displaystyle T} термодинамические потенциалы можно выразить через свободную энергию Гельмгольца:
{\displaystyle U=-T^{2}\left({\frac {\partial }{\partial T}}{\frac {F}{T}}\right)_{V}},
{\displaystyle H=-T^{2}\left({\frac {\partial }{\partial T}}{\frac {F}{T}}\right)_{V}-V\left({\frac {\partial F}{\partial V}}\right)_{T}},
{\displaystyle G=F-V\left({\frac {\partial F}{\partial V}}\right)_{T}}.
Первая из этих формул называется формулой Гиббса — Гельмгольца, но иногда этот термин применяют ко всем подобным формулам, в которых температура является единственной независимой переменной.

## Метод термодинамических потенциалов. Соотношения Максвелла
Метод термодинамических потенциалов помогает преобразовывать выражения, в которые входят основные термодинамические переменные и тем самым выражать такие «труднонаблюдаемые» величины, как количество теплоты, энтропию, внутреннюю энергию через измеряемые величины — температуру, давление и объём и их производные.
Рассмотрим опять выражение для полного дифференциала внутренней энергии:
{\displaystyle dU=TdS-PdV}.
Известно, что если смешанные производные существуют и непрерывны, то они не зависят от порядка дифференцирования, то есть
{\displaystyle {\frac {\partial ^{2}U}{\partial V\partial S}}={\frac {\partial ^{2}U}{\partial S\partial V}}}.
Но {\displaystyle {\left({\frac {\partial U}{\partial V}}\right)}_{S}=-P} и {\displaystyle {\left({\frac {\partial U}{\partial S}}\right)}_{V}=T}, поэтому
{\displaystyle {\left({\frac {\partial P}{\partial S}}\right)}_{V}=-{\left({\frac {\partial T}{\partial V}}\right)}_{S}}.
Рассматривая выражения для других дифференциалов, получаем:
{\displaystyle {\left({\frac {\partial T}{\partial P}}\right)}_{S}={\left({\frac {\partial V}{\partial S}}\right)}_{P}},
{\displaystyle {\left({\frac {\partial S}{\partial V}}\right)}_{T}={\left({\frac {\partial P}{\partial T}}\right)}_{V}},
{\displaystyle {\left({\frac {\partial S}{\partial P}}\right)}_{T}=-{\left({\frac {\partial V}{\partial T}}\right)}_{P}}.
Эти уравнения называются соотношениями Максвелла.

## Системы с переменным числом частиц. Большой термодинамический потенциал
Химический потенциал ({\displaystyle \mu }) компонента определяется как энергия, которую необходимо затратить для того, чтобы добавить в систему бесконечно малое молярное количество этого компонента. Тогда выражения для дифференциалов термодинамических потенциалов могут быть записаны так:
{\displaystyle dU=TdS-PdV+\mu dN},
{\displaystyle dH=TdS+VdP+\mu dN},
{\displaystyle dF=-SdT-PdV+\mu dN},
{\displaystyle dG=-SdT+VdP+\mu dN}.
Поскольку термодинамические потенциалы должны быть аддитивными функциями числа частиц в системе, канонические уравнения состояния принимают такой вид (с учётом того, что {\displaystyle S} и {\displaystyle V} — аддитивные величины, а {\displaystyle T} и {\displaystyle P} — нет):
{\displaystyle U=U(S,V,N)=Nf\left({\frac {S}{N}},{\frac {V}{N}}\right)},
{\displaystyle H=H(S,P,N)=Nf\left({\frac {S}{N}},P\right)},
{\displaystyle F=F(T,V,N)=Nf\left(T,{\frac {V}{N}}\right)},
{\displaystyle G=G(T,P,N)=Nf\left(T,P\right)}.
И, поскольку {\displaystyle {\frac {dG}{dN}}=\mu }, из последнего выражения следует, что
{\displaystyle G=\mu N},
то есть химический потенциал — это удельный потенциал Гиббса (на одну частицу).
Для большого канонического ансамбля (то есть для статистического ансамбля состояний системы с переменным числом частиц и равновесным химическим потенциалом) может быть определён большой термодинамический потенциал, связывающий свободную энергию с химическим потенциалом:
{\displaystyle \Omega =F-\mu N=-PV};
{\displaystyle d\Omega =-SdT-Nd\mu -PdV}
Нетрудно проверить, что так называемая связанная энергия {\displaystyle TS} является термодинамическим потенциалом для системы, заданной с постоянными {\displaystyle SP\mu }.

## Потенциалы и термодинамическое равновесие
В состоянии равновесия зависимость термодинамических потенциалов от соответствующих переменных определяется каноническим уравнением состояния этой системы. Однако в состояниях, отличных от равновесного, эти соотношения теряют силу. Тем не менее, для неравновесных состояний термодинамические потенциалы также существуют.
Таким образом, при фиксированных значениях своих переменных потенциал может принимать различные значения, одно из которых соответствует состоянию термодинамического равновесия.
Можно показать, что в состоянии термодинамического равновесия соответствующее значение потенциала минимально. Поэтому равновесие является устойчивым.
Нижеприведённая таблица показывает, минимуму какого потенциала соответствует состояние устойчивого равновесия системы с заданными фиксированными параметрами.
| Естественные переменные    | термодинамический потенциал         |
| -------------------------- | ----------------------------------- |
| S, V, N                    | внутренняя энергия                  |
| S, P, N                    | энтальпия                           |
| T, V, N                    | свободная энергия Гельмгольца       |
| T, P, N                    | потенциал Гиббса                    |
| T, V, {\displaystyle \mu } | Большой термодинамический потенциал |
| S, P, {\displaystyle \mu } | связанная энергия                   |